# كازوهيتو ياماشيتا
كازوهيتو ياماشيتا (باليابانية: 山下和仁؛ بالكانا: やました かずひと) هو موسيقي وعازف قيثارة ياباني، ولد في 25 مارس 1961 في مدينة ناغاساكي في اليابان.

## وصلات خارجية
- كازوهيتو ياماشيتا على موقع ميوزك برينز (الإنجليزية)
- كازوهيتو ياماشيتا على موقع ديسكوغز (الإنجليزية)